# حلزونية (فيزياء الجسيمات)

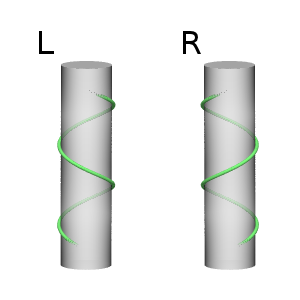
L: حلزونية يسارية(Helix),
R: حلزونية يمينية

حلزونية في فيزياء الجسيمات هي إسقاط اللف المغزلي {\displaystyle \scriptstyle {\vec {S}}} على اتجاه العزم، {\displaystyle \scriptstyle {\hat {p}}}:
{\displaystyle h={\vec {J}}\cdot {\hat {p}}={\vec {L}}\cdot {\hat {p}}+{\vec {S}}\cdot {\hat {p}}={\vec {S}}\cdot {\hat {p}},\qquad {\hat {p}}={\frac {\vec {p}}{\left|{\vec {p}}\right|}}}
ولما كان ناتج إسقاط الزخم الزاوي المداري المحاذي للزخم الخطي هو صفر، {\displaystyle \scriptstyle {\vec {L}}\cdot {\hat {p}}\,=\,0}، لأن القيم الذاتية للف المغزلي المتعلقة بالمحور هي قيم منفصلة، لذا فالقيم الذاتية لحركتها الحلزونية هي أيضا منفصلة. فاللف المغزلي للجسيم S، فقيم حركته الحلزونية الذاتية هي S، S − 1,..., −S. وسيتراوح قياس حلزونية اللف المغزلي للجسيم S ما بين −S إلى +S.